# La Campana Gorda
La Campana Gorda fue una publicación periódica editada en la ciudad española de Toledo entre 1892 y 1916, durante la Restauración.

## Historia
Comenzó a editarse en 1892. Fue una de las numerosas publicaciones impresas en Toledo por la Imprenta Gómez Menor. Fue redactor jefe de la revista, entre otros, el periodista y escritor sanmartileño Rómulo Muro y Fernández, contaría también con la participación del pintor Pablo Vera, que colaboró como caricaturista en sus páginas. También lo haría el hijo de este, José Vera y González. Con un precio que oscilaba entre los 5 y los 10 céntimos, cesó su publicación en 1916. En la Biblioteca Virtual de Prensa Histórica del Ministerio de Educación, Cultura y Deporte el primer número conservado es el correspondiente al 15 de mayo de 1897.